# Za zdí zahrady
Za zdí zahrady (v anglickém originále Over the Garden Wall) je americká desetidílná animovaná minisérie scenáristy a režiséra Patricka McHalea poprvé odvysílaná poprvé odvysílaná v listopadu 2014 na stanici Cartoon Network. Seriál získal dvě ceny Emmy, v kategorii Výjimečný animovaný pořad a Výjimečný osobní výkon v oblasti animace, kterou obdržel hlavní výtvarník Nick Cross.

## Synopse
Hlavními postavami seriálu jsou dva polorodí bratři – starší a úzkostlivý Wirt a bezstarostný, zvědavý Greg, kterým své hlasy propůjčili Elijah Wood a Colin Dean. Zastřešující zápletkou je jejich putování nadpřirozenou krajinou Neznáma (The Unknown). Spojuje je snaha vrátit se zpět domů z tohoto neznámého světa, s čímž jim je nápomocen ptáček (salašník modrý) jménem Beatrice (dabing Melanie Lynskey). Každý jedenáctiminutový díl má samostatnou zápletku.

## Produkce
Za zdí zahrady vychází z McHaleova krátkometrážního animovaného snímku Tome of the Unknown (2013) v produkci Cartoon Network Studios. Jeho zárodky však sahají až do roku 2004, kdy tvůrce pracoval s temnější, faustovskou zápletkou. Produkce Za zdí zahrady začala v březnu 2014. Původně bylo plánováno celkem 18 epizod, ale kvůli časové tísni a rozpočtu byl počet snížen na 10. Seriál byl premiérově vysílán po dvou dílech denně mezi 3. až 7. listopadem 2014 na stanici Cartoon Network. Na základě minisérie vzniklo několik komiksů a grafických románů. Soundtrack k seriálu složila a nahrála skupina The Blasting Company a obsahuje 32 skladeb v žánrech populárních do první poloviny 20. století. Skupina v roce 2020 vydala šest skladeb, které v seriálu nezazněly jako EP Sketches of the Unknown.

### Styl
Vizuální styl je inspirován mimo jiné americkým uměním z přelomu 19. a 20. století, nostalgickou  Americanou, nebo příběhy bratří Grimmů. Vyvedení postav je jednoduché, v kontrastu s propracovaným pozadím. Výrazným motivem je podzim a Halloween.